# Güterverkehrskorridor
Ein Güterverkehrskorridor (englisch Rail Freight Corridor, RFC) ist eine ausgewiesene Eisenbahnstrecke zwischen zwei oder mehr Staaten der Europäischen Union, die zwei oder mehr Bahnhöfe entlang einer Hauptroute miteinander verbindet. Sie werden auch SGV-Korridore genannt.
Vorerst wurden neun europäische Güterverkehrskorridore geschaffen, um ein europäisches Schienennetz für einen wettbewerbsfähigen Güterverkehr zu schaffen. Die Infrastrukturbetreiber wurden mit der EU-Verordnung 913/2010 verpflichtet, enger als bisher zusammenzuarbeiten, grenzüberschreitend durchgehende Trassen anzubieten und den Trassenbestellprozess zu vereinfachen.
Teile dieser Güterverkehrskorridore wurden als ERTMS-Korridore ausgeschrieben, auf denen frühzeitig die einheitliche europäische Zugbeeinflussung European Train Control System (ETCS) und das Mobilfunksystem GSM-R zum Einsatz kommen sollen. Dazu wurden auch außerhalb von Güterverkehrskorridoren liegende Streckenabschnitte als Bestandteile von ERTMS-Korridoren ausgeschrieben. Zur Erhöhung der Kapazität und der Wettbewerbsfähigkeit dieser Korridore werden Engpässe in der Infrastruktur beseitigt und die betrieblichen Regeln harmonisiert.
Für die ETCS-Ausrüstung der Korridore und der Triebfahrzeuge erwarteten Studien um 2006, für den Zeitraum 2007 bis 2013, insgesamt Infrastrukturkosten von 1,0 bis 1,4 Milliarden Euro sowie Kosten für die Ausrüstung des Rollmaterials in Höhe 0,6 bis 0,8 Milliarden Euro.
2013 beschloss die Europäische Union, die Güterverkehrskorridore in das Transeuropäische Verkehrsnetz (TEN-V) einzubinden. Die Güterverkehrskorridore werden an die Korridore des Transeuropäischen Verkehrsnetzes angeglichen. Die bisherige Nummerierung entfällt und wird durch die Bezeichnungen des Transeuropäischen Verkehrsnetzes ersetzt.

## Liste der Güterverkehrskorridore
| Nr. | Name (TEN-V)                                        | Mitgliedstaaten            | Hauptrouten | ERTMS-Korridor | Wichtigste Projekte               | Schaffung bis zum |
| --- | --------------------------------------------------- | -------------------------- | --- | -------------- | --------------------------------- | ----------------- |
| 1.  | Rhein–Alpen-Korridor                                | NL, BE, DE, (CH,) IT       | Zeebrugge – Antwerpen – Duisburg |                |                                   | 10. Nov. 2013     |
| 1.  | Rhein–Alpen-Korridor                                | NL, BE, DE, (CH,) IT       | Rotterdam – Duisburg – Basel – Mailand – Genua | A              | NEAT mit Zubringerlinien          | 10. Nov. 2013     |
| (2) | Nordsee–Mittelmeer-Korridor                         | GB                         | Nordgroßbritannien – Ärmelkanaltunnel – Benelux-Länder |                | West Coast Main Line              | 2016 bis 2020     |
| 2.  | Nordsee–Mittelmeer-Korridor                         | NL, BE, LU, FR             | Rotterdam – Antwerpen |                |                                   | 10. Nov. 2013     |
| 2.  | Nordsee–Mittelmeer-Korridor                         | NL, BE, LU, FR             | Antwerpen – Luxemburg – Metz – Dijon – Lyon / Basel | C              |                                   | 10. Nov. 2013     |
| (3) | Skandinavien–Mittelmeer-Korridor                    | (NO)                       | Oslo – Stockholm |                |                                   | 2016 bis 2020     |
| 3.  | Skandinavien–Mittelmeer-Korridor                    | SE, DK, DE, AT, IT         | Stockholm – Malmö – Kopenhagen – Hamburg – Innsbruck – Verona – Neapel | B              | Fehmarnbelt, Brennerbasistunnel   | 10. Nov. 2015     |
| 3.  | Skandinavien–Mittelmeer-Korridor                    | SE, DK, DE, AT, IT         | Neapel – Palermo |                |                                   | 10. Nov. 2015     |
| (3) | Skandinavien–Mittelmeer-Korridor                    | IT                         | Verbindung zu einigen italienischen Seehäfen |                |                                   | 2016 bis 2020     |
| 4.  | Atlantik-Korridor                                   | PT, ES, FR                 | Sines – Lissabon / Leixões – Madrid und Sines – Elvas / Algeciras – Madrid Madrid – Medina del Campo / Bilbao / San Sebastian – Irun – Bordeaux – Paris / Le Havre / Metz / Straßburg                             |                |                                   | 10. Nov. 2013     |
| (4) | Atlantik-Korridor                                   | DE                         | Metz – Saarbrücken – Mannheim |                |                                   |                   |
| 5.  | Ostsee–Adria-Korridor                               | PL, CZ, SK, AT, IT, SI     | Gdynia – Katowice – Ostrava / Žilina – Bratislava / Wien Bratislava / Wien – Klagenfurt – Udine – Venedig / Triest und Bratislava / Wien – Graz – Maribor – Ljubljana – Koper / Triest Triest – Bologna / Ravenna |                | Semmering-Basistunnel, Koralmbahn | 10. Nov. 2015     |
| 6.  | Mittelmeer-Korridor                                 | ES                         | Almería – Madrid – Zaragoza / Barcelona und Almería – Valencia |                |                                   | 10. Nov. 2013     |
| 6.  | Mittelmeer-Korridor                                 | ES, IT, FR, SI, HU         | Valencia – Zaragoza / Barcelona – Marseille – Lyon – Turin – Mailand – Verona – Padua / Venedig – Triest / Koper – Ljubljana – Budapest                                                                           | D              | Mont-Cenis-Basistunnel            | 10. Nov. 2013     |
| 6.  | Mittelmeer-Korridor                                 | HU                         | Budapest – Záhony (Grenze zur Ukraine) |                |                                   | 10. Nov. 2013     |
| (7) | Korridor Orient–Östliches Mittelmeer                | DE                         | Rostock / Hamburg / Bremerhaven / Wilhelmshaven – Dresden |                |                                   | 2016 bis 2020     |
| (7) | Korridor Orient–Östliches Mittelmeer                | DE, CZ                     | Dresden – Prag | E              |                                   | 2016 bis 2020     |
| 7.  | Korridor Orient–Östliches Mittelmeer                | CZ, AT, SK, HU, RO, BG, GR | Prag – Wien / Bratislava – Budapest Budapest – Bukarest – Constanța und | E              |                                   | 10. Nov. 2013     |
| 7.  | Korridor Orient–Östliches Mittelmeer                | CZ, AT, SK, HU, RO, BG, GR | Budapest – Vidin – Sofia – Thessaloniki – Athen |                |                                   | 10. Nov. 2013     |
| (7) | Korridor Orient–Östliches Mittelmeer                | BG                         | Verbindung mit Burgas und Svilengrad |                |                                   | 2016 bis 2020     |
| 8.  | Nord–Ostsee-Korridor oder Nordsee–Baltikum-Korridor | DE, NL, BE, PL, LT         | Bremerhaven / Rotterdam / Antwerpen – Aachen |                |                                   | 10. Nov. 2015     |
| 8.  | Nord–Ostsee-Korridor oder Nordsee–Baltikum-Korridor | DE, NL, BE, PL, LT         | Aachen – Duisburg – Magdeburg Magdeburg – Berlin – Warschau | F              |                                   | 10. Nov. 2015     |
| 8.  | Nord–Ostsee-Korridor oder Nordsee–Baltikum-Korridor | DE, NL, BE, PL, LT         | Warschau – Terespol (Grenze nach Belarus) / Kaunas und |                |                                   | 10. Nov. 2015     |
| (8) | Nord–Ostsee-Korridor oder Nordsee–Baltikum-Korridor | DE, PL                     | Magdeburg – Falkenberg (Elster) – Horka – Terespol (Grenze nach Belarus) | F              |                                   | 2016 bis 2020     |
| (8) | Nord–Ostsee-Korridor oder Nordsee–Baltikum-Korridor | LT, LV, EE, PL             | Kaunas – Riga – Tallinn und Verbindung zu polnischen Ostsee-Häfen |                | Rail Baltica                      | 2016 bis 2020     |
| (9) | Rhein–Donau-Korridor                                | FR, DE, AT, CZ, SK, HU, RO | Straßburg – Mannheim – Frankfurt am Main – Nürnberg – Wels / Prag und Straßburg – München – Salzburg – Wels Wels – Wien – Bratislava – Budapest – Arad – Constanța                                                |                |                                   | 2016 bis 2020     |
| 9.  | Rhein–Donau-Korridor                                | CZ, SK                     | Prag – Horní Lideč – Žilina – Košice – Čierna nad Tisou (Grenze zur Ukraine) |                |                                   | 10. Nov. 2013     |
| 10. | Alpen–Westbalkan-Korridor                           | AT, SI, HR, RS, BG         | Linz/Salzburg – Zagreb – Belgrad – Sofia - Swilengrad |                |                                   |                   |
| 11. | Amber–Korridor                                      | PL, SK, HU, SI             | Terespol – Bratislava / Budapest – Koper |                |                                   |                   |